# 温可铮
温可铮（1929年—2007年4月19日），男，北京人，中国当代男低音歌唱家，曾有“当代夏里亚宾”之称，曾师从苏联男低音歌唱家苏石林，后毕业于南京音乐学院。曾担任上海音乐学院声乐系主任。